# Roberto Vicentini
Roberto Vincentini (ur. 30 lipca 1878 w L’Aquila, zm. 10 października 1953 w Rzymie) – włoski duchowny katolicki, dyplomata, Nuncjusz Apostolski w Holandii w latach 1921 – 1922, Nuncjusz Apostolski w Kolumbii w latach 1922 – 1924, arcybiskup tytularny Helenopolis w latach 1921 – 1924. Od 1925 do swojej śmierci w 1953 roku tytularny łaciński patriarcha Antiochii.

## Życiorys
3 maja 1921 papież Benedykt XV mianował go Nuncjuszem apostolskim w Holandii. Sakrę biskupią przyjął 19 maja 1921 z rąk kard. Pietra Gasparriego. Tego samego dnia przydzielono mu tytularną stolicę arcybiskupią Helenopollis w Palestynie. 18 maja 1922 został przeniesiony na urząd Nuncjusza apostolskiego w Kolumbii. Funkcję tę sprawował do przyjęcia jego rezygnacji przez papieża 24 października 1924 roku. 14 grudnia 1925 papież Pius X mianował go tytularnym łacińskim patriarchą Antiochii. Był ostatnią osobą pełniącą tę funkcję, gdyż po jego śmierci w 1953 roku patriarchat pozostawał nieobsadzony aż do jego zniesienia w 1964 roku.